# Герман (Опачич)
Епи́скоп Ге́рман (в миру Ми́лан Опа́чич, серб. Милан Опачић; 8 августа 1857 — 18 января 1899) — епископ Карловацкой патриархии, епископ Бачский.

## Биография
Родился 8 августа 1857 года в деревне Слабиня, в регионе Бановина в Австрийской империи (современная Хорватия). Его отец, Марко, был сербским православным священником. Его мать звали София. После окончания начальной школы в Войниче окончил гимназии в Загребе и Нови-Саде. Некоторое время он изучал юриспруденцию в Загребе, но в 1884 году окончил Карловацкую духовную семинарию. С 1884 по 1890 год был катехизатором в гимназии, а с 1889 года — профессором семинарии.
В 1890 году стал консисторием-нотариусом Карловацкой архиепископии. Он поступил в Монастырь Кувеждин на горе Фрушка-Горе, где его духовно наставлял игумен Амфилохий (Еремич), и стал там монахом.
24 апреля 1888 года был рукоположен архиепископом Карловацким и сербским патриархом Германом (Анджеличем) в сан иеродиакона. 13 декабря 1890 года патриарх Георгий возвёл его в сан протодиакона, а 6 октября 1891 года — в сан архидиакона. На Рождество 1891 года был рукоположен в сан пресвитера и одновременно возведён в сан синкелла. 6 октября 1891 года он был возведён в сан протосинкелла.
Опачич был единогласно избран епископом Бачки в 1893 году и рукоположен в день святого Георгия в 1894 году. Его хиротонию совершили: патриарх Георгий (Бранкович), епископ Тимишоарский Никанор (Попович) и епископ Горнокарловацкий Михаил (Груич).
Умер 18 января 1899 года в Вене после непродолжительной болезни. Он был похоронен в часовне Платона на кладбище Альмаш в Нови-Саде, Австро-Венгрия (ныне Сербия).